# Az utcazenész
Az utcazenész (eredeti cím: One Man Band) 2005-ben bemutatott ötperces rövidfilm, melyet a Verdák előtt mutattak be 2006. június 9-én. Világpremierje a 29. Annecy Animation Festival-on volt a franciaországi Annecy-ben. 
Elnyerte a Platinum Grand Prize-t a bolognai Future Film Festival-on.
Az alkotást Andrew Jimenez és Mark Andrews írta és rendezte, a producer a Pixar rövidfilmes részlegének vezetője, Osnat Shurer volt.
2006. január 31-én Oscar-díjra jelölték a Legjobb animációs rövidfilm kategóriában, de a díjat végül John Canemaker és Peggy Stern munkája, a The Moon and the Son: An Imagined Conversation kapta.

## Történet
A film egy parasztlány (Tippy, a hivatalos weboldal szerint) mókás története, aki szeretne kívánni egyet egy pénzérmével a főtéri szökőkútnál, ám találkozik két versengő utcai zenésszel, Bass-szal és Treble-lel (akiknek neve láthatóan nem nélkülöz minden kapcsolatot a zenei szólamokkal). Mindketten szeretnék, ha a lány nekik adná pénzét. Rivalizálásuk egyre nagyobb méreteket ölt; a két túlbuzgó muzsikus mindinkább hangosabban és drámaibban játszik, hogy elnyerje közönsége figyelmét. Mikor a hangerő elviselhetetlenné válik, a kislány betapasztja fülét kezeivel, s így elejti az érmét, ami begurul a csatornába. A lány mérgesen egy hegedűt követel Treble-től és egy kéregetőedényt Basstól. Behangolja a hangszert, játszani kezd rajta, tökéletesen, s egy járókelő azonnal egy hatalmas zsák aranyat dob neki. Kivesz belőle kettőt, s nyújtja a zenészek felé, ám mikor már azok elérnék, a lány bedobja az érméket a szökőkút legfelső kagylójába. Az utolsó snittben Bass Treblén áll, s az aranyakért nyúl. Mikor elkezdenek hátraesni, a film véget ér.

## Érdekességek
- Az 1988-as Bádogjáték című Pixar-rövidfilmben is szerepelt egy utcazenész.